# Charles-Bonaventure de Longueval, comte de Bucquoy
Pour les articles homonymes, voir Longueval (homonymie) et Bucquoy (homonymie).

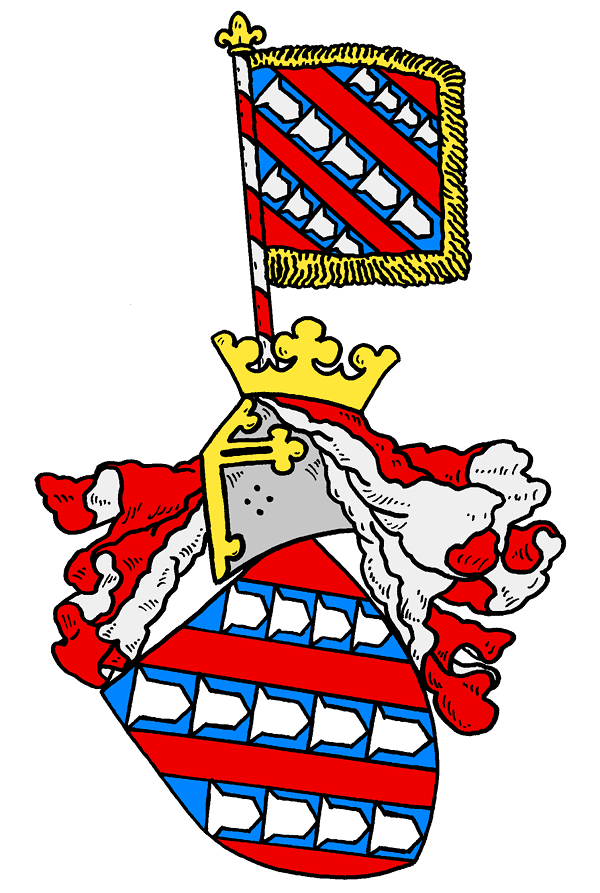
Armoiries des Comtes de Bucquoy.

Charles-Bonaventure de Longueval, comte de Bucquoy (né vers le 9 janvier 1571 à Arras et mort le 10 juillet 1621 à la bataille de Neuhäusel en Slovaquie), seigneur aux Pays-Bas espagnols de Bucquoy, Reinegelt, Achiet-le-Petit et le Bergagne d'Arras, Puisieux-au-Val, Villers-su-Flos, Cappy, Hommel, Gœulzin, Bellonne et Fresne, seigneur baron de Vaulx, seigneur en Bohême (6 février 1621) de Gratzen, Rosenberg, Libiegitz, Sonnberg et Zuckenstein, chevalier de la Toison d'Or, fut un homme de guerre au service du Saint-Empire romain germanique dont il commanda les armées au commencement de la guerre de Trente Ans. Pendant toute sa carrière, Bucquoy fit en sorte de n'attaquer que si la victoire était probable. Précautionneux à l'excès et porté à la procrastination, il fut un maître de la guerre défensive.

## Biographie

### Famille
Son père était Maximilien de Longueval, baron de Vaux puis comte de Bucquoy à partir de 1580. Charles-Bonaventure est le père de Charles-Albert de Longueval, comte de Bucquoy. La famille des Buquoy est devenue une famille noble de premier rang en Bohême.

### Au service du roi d'Espagne
Bucquoy commença sa carrière militaire au début du XVIIe siècle dans l'armée espagnole de Flandre où il se distingua particulièrement contre les troupes françaises et hollandaises, montant rapidement dans la hiérarchie. Parallèlement, il fut également employé dans l'administration civile. En 1613, il devint grand bailli du Hainaut (lettres patentes du 10 juin).

### Au service de l'Empereur
En 1618, il fut distingué par l'empereur Ferdinand II qui lui confia le commandement suprême de ses armées et le fit maréchal. Il prit donc part, dès leurs prémices, aux hostilités qui suivirent la Défenestration de Prague et fut chargé de la répression du soulèvement en Bohême. En juin 1619, il apprit qu'une armée protestante sous les ordres d'Ernst von Mansfeld marchait sur České Budějovice (Budweis). Posté en embuscade, il lui infligea une sévère défaite à la bataille de Zablati le (10 juin 1619). Puis Bucquoy dut déloger l'armée du prince de Transylvanie Bethlen Gabor qui avait mis le siège devant Vienne. Il défit ensuite une armée bohémienne commandée par le comte de Thurn à Eggenberg.
Le 8 septembre 1620, il fit sa jonction avec Tilly, le commandant en chef de la Ligue Catholique et les deux armées furent victorieuses lors de la célèbre et décisive bataille de la Montagne Blanche du 8 novembre 1620 contre les armées de Bohême.
Par la suite, Bucquoy prit d'assaut la forteresse de Karlštejn, et força à la soumission les États de Moravie. En février 1621, il fut à nouveau opposé aux troupes de Gabriel Bethlen. Il investit rapidement Bratislava et se dirigea vers Nové Zámky (en allemand : Neuhäusel) où il trouva la mort le 10 juillet lors d'une sortie des assiégés.

### La mort
Buquoy assiégeait la forteresse de Nové Zámky en Slovaquie. Le 10 juillet 1621, les soldats impériaux voulaient récolter le blé des champs environnants. Un détachement de 1 200 cavaliers hongrois part de la forteresse pour attaquer les 1 200 cavaliers impériaux et les 300 fantassins.
Les soldats impériaux sont dispersés et le maréchal Buquoy est fait prisonnier. Alors qu'une nouvelle attaque des soldats impériaux sur la position d'Uhr semblait se dessiner, deux gardes tuèrent le maréchal Buquoy.
Le maréchal Buquoy a été enterré dans l'actuelle église Saint-Nicolas de Rožmberk nad Vltavou. Après sa mort, sa femme tenta en vain de promouvoir sa mort comme un martyre auprès de l'Église catholique. Elle a créé une salle commémorant le maréchal Buquoy au château de Nové Hrady. Elle fut fermée dans les années 1950 et rouverte après 1989.

### Récompense de l'empereur
Karel Bonaventura Buquoy a acquis de l'empereur Ferdinand II le domaine de Nové Hrady dans le sud de la Bohême, la forteresse de Cukštejn, le château de Rožmberk sur la Vltava et le village de Libějovice. Les domaines ont été transférés à Charles Bonaventure Buquoy non seulement en signe de gratitude, mais aussi comme remboursement d'un prêt et comme forme de paiement d'une taxe de mercenariat pour les soldats.
L'acte de donation est signé de la main de l'empereur le 6 février 1620, neuf mois avant la bataille de la Montagne Blanche.
Certaines de ces propriétés ont été confisquées par l'État tchécoslovaque après 1918 dans le cadre de la réforme agraire. Le reste des propriétés est resté en possession de la famille Buquoy jusqu'en 1945. La famille Buquoy ayant déclaré sa nationalité allemande pendant la Seconde Guerre mondiale, les biens de la famille ont été confisqués par l'État tchécoslovaque après la guerre sur la base des décrets Benes.